# Familiantengesetze
Familiantengesetze waren Bestimmungen zur Begrenzung der Anzahl von Juden in Böhmen, Mähren und Schlesien, die zur Gründung von Familien berechtigt waren. Sie wurden 1726 durch Kaiser Karl VI. eingeführt und galten offiziell bis 1859.

## Inhalt und Geschichte
Zweck der Einführung der Familiantengesetze war es, die Zahl von Juden in den Kronländern der Habsburgermonarchie möglichst niedrig zu halten. Die festgelegte Anzahl von Familien betrug in Böhmen 8.451, in Mähren 5.106 und in Schlesien 119. Im Toleranzpatent von Joseph II. von 1791 wurden die Gesetze ausdrücklich bestätigt, wobei die Anzahl geringfügig erhöht wurde: in Böhmen auf 8.600 und in Mähren auf 5.400. 
Die Bestimmungen sahen vor, dass ein Jude nur heiraten und eine Familie gründen konnte, falls er im Besitz einer Familiennummer war. Diese Nummer konnte erst nach dem Tod des Familianten auf den ältesten Sohn vererbt werden, nachdem dieser das Alter von 24 Jahren erreicht hatte. Jüngere Söhne – nicht jedoch Töchter – konnten die Nummer erst nach dem Tod eines älteren Bruders erben. Die Familiennummern wurden von den Kreisbehörden sorgfältig im Familiantenbuch aufgezeichnet, wobei für Kandidaten, die eine Nummer zu erhalten wünschten, ein spezielles Kompetentenbuch vorgesehen war. Falls ein Familiant nur Töchter hatte, erlosch seine Familiantenstelle, d. h. die betreffende Nummer. Zudem durften Juden nur an den Orten wohnen, wo sie schon vor 1726 Wohnrecht hatten, und auch hier war das Wohnrecht auf gewisse Viertel, Straßen oder auch „Judenhäuser“ beschränkt. Die Missachtung dieser Bestimmung konnte mit Prügelstrafe und Ausweisung bestraft werden.
Im Rahmen der Josephinischen Reformen wurden gewisse Erleichterungen eingeführt. Gegen Bezahlung von hohen Summen durften nun auch zweite oder dritte Söhne eine Ehe schließen. Wer eine Ehe schließen wollte, hatte den Nachweis zu erbringen, dass er 300 Gulden besaß (in Prag 500). Ab 1786 wurde ein Zertifikat verlangt, welches den Besuch einer deutschen oder jüdisch-deutschen Schule bescheinigte, und ab 1812 mussten heiratswillige Kandidaten eine Prüfung im Katechismus Bene Zion („Söhne Zions“) ablegen, der vom Pädagogen Herz Homberg (1749–1841) zusammengestellt worden war. Ein Gesetz von Kaiser Franz I. aus dem Jahre 1797 ermöglichte Heiratsbewilligungen ebenfalls für Männer, welche Militärdienst geleistet hatten oder in der Landwirtschaft tätig wurden. Gemeindeangestellte durften im Allgemeinen als Überzählige heiraten, konnten jedoch diese Bewilligung nicht auf ihre Söhne vererben.
Die Familiantengesetze zwangen zahlreiche Juden zu geheimen Eheschließungen (jiddisch Bodenchassenes, d. h. Chassene (Hochzeit) auf dem Dachboden; tschechisch pod pokličkou). Kinder aus solchen Ehen galten für die Behörden als unehelich und mussten den Familiennamen der Mutter tragen. Zudem war es zahlreichen Juden aufgrund dieser Bestimmungen nicht möglich, sich permanent niederzulassen, so dass sie sich aufs Betteln verlegen mussten. Das System führte zu Spannungen innerhalb der jüdischen Gemeinden und der gesamten jüdischen Gemeinschaft, die vor Einführung dieser Gesetze trotz sozialer Unterschiede relativ homogen gewesen war. Es kam zu Prozessen vor nichtjüdischen Behörden, Denunziationen und Bestechungsfällen. Abgelaufene Familiennummern wurden vielfach nicht an offizielle Kandidaten aus der eigenen Gemeinde weitergegeben, sondern externen Anbietern weiterverkauft. Viele jüngere Söhne aus mährischen Familien entschlossen sich zur Auswanderung. Siehe dazu Geschichte der Juden in der Slowakei.
Im Laufe der jüdischen Aufklärung wurden die Familiantengesetze zwar gelegentlich als „pharaonische Gesetze“ bezeichnet, ohne dass sich jedoch eine Protestbewegung gegen die Bestimmungen entwickelt hätte. Zwar wurden die Familiantengesetze mit der Märzrevolution von 1848/49 wirkungslos, doch erst 1859 wurden sie offiziell abgeschafft.
In der Literatur haben die Familiantengesetze unter anderem in der Erzählung Ohne Bewilligung von Leopold Kompert Eingang gefunden.